# Gulkévichi
Gulkévichi (del ruso: Гульке́вичи) es una ciudad, centro administrativo del raión de Gulkévichi del krai de Krasnodar, en Rusia. Está situada a orillas del Samoilova Balka, afluente por la izquierda del río Kubán, 136 km al este de Krasnodar. Tenía 35 244 habitantes en 2010.
Es cabeza del ókrug urbano Gulkevichiskoye, al que pertenecen asimismo Lebiazhi y Maikópskoye.

## Historia
Fue fundada como un posiólok donde vivían los trabajadores de la estación del ferrocarril del Cáucaso Norte Gulkévichi. El 15 de junio de 1875 entró en funcionamiento el ferrocarril. El nombre proviene del apellido del dueño de la tierra donde se construyó la estación, Nikolái Gulkévich (1814-1876), que las había recibido por sus servicios durante la guerra del Cáucaso al mando del abastecimiento de las unidades rusas. Vivían en la población 27 personas.
En 1902 tenía 902 habitantes. En 1913 se construye una fábrica de azúcar. La década de 1920 son una época de desarrollo para la localidad, en el marco de la industrialización de la Unión Soviética se construyen varias fábricas. En 1935 es designada centro administrativo del raión.
En la Gran Guerra Patria fue ocupada por la Wehrmacht de la Alemania Nazi en agosto de 1942 y liberada por el Ejército Rojo de la Unión Soviética el 27 de enero de 1943. El 24 de marzo de 1959 es designada en asentamiento de trabajo y el 21 de junio de 1961 recibe el estatus de ciudad.

## Demografía
| 1959   | 1970   | 1979   | 1989   | 2002   | 2008   | 2010   |
| ------ | ------ | ------ | ------ | ------ | ------ | ------ |
| 15 700 | 22 100 | 27 300 | 31 700 | 35 141 | 35 102 | 35 244 |

## Composición étnica
De los 35 141 habitantes que tenía en 2002, el 90.2 % era de etnia rusa, el 2.7 % era de etnia ucraniana, el 2.6 % era de etnia armenia, el 1.7 % era de etnia alemana, el 0.7 % era de etnia gitana, el 0.4 % era de etnia bielorrusa, el 0.3 % era de etnia tártara, el 0.2 % era de etnia georgiana, el 0.1 % era de etnia adigué, el 0.1 % era de etnia azerí, el 0.1 % era de etnia turca y el 0.1 % era de etnia griega

## Cultura y lugares de interés
Iglesia Sviato-Troitski.

## Economía y transporte
Aunque el raión de Gulkévichi, así como amplias áreas del krai de Krasnodar son marcadamente agrícolas, en la localidad se hallan varias industrias del sector de los materiales de la construcción (hormigón armado, estructuras metálicas y no metálicas) y alimentarias (harinas, azúcar).
La localidad cuenta con una estación en la línea de ferrocarril del Cáucaso Norte y está cerca de la autopista M29 Pávlovskaya - Grozni - Magaramkent.

## Personalidades
- Leonid Nazárenko, (n. 1955) futbolista.